# Bureau des transports de la ville de Sapporo
Le bureau des transports de la ville de Sapporo (札幌市交通局, Sapporo-shi Kōtsūkyoku) est une compagnie de transports publics japonaise de Sapporo à Hokkaidō. Il exploite le métro et le tramway de la ville.

## Métro
Le métro de Sapporo comporte 3 lignes.

## Tramway
Le tramway de Sapporo comporte une ligne.